# Нора Ікстена
Нора Ікстена (латис. Nora Ikstena; 15 жовтня 1969) — латвійська письменниця, одна з провідних прозаїків Латвії, культурна менеджерка.

## Біографія

### Ранні роки та навчання
Народилася 15 жовтня 1960 року у Ризі. Після здобуття середньої освіти, з 1987 по 1992 роки навчалася на філологічному факультеті Латвійського університету, з 1994 по 1995 роки — у Колумбійському університеті, де вивчала англійську мову та літературу.

### Трудова та громадська діяльність
З 1990 по 1993 рік працювала у Літературно-мистецькому музеї імені Райніса на посаді наукової співробітниці, а з 1993 року — редакторкою журналу «Karogs».
У 1998—1999 роках була заступницею головного редактора газети «Rigas Blass».
За активної участі Ікстени створено: Латвійський літературний центр та Вентспілський міжнародний будинок письменників і перекладачів, започаткований фестиваль «Прозові читання».

### Літературна діяльність
Перший твір Нори Ікстени опублікувано 1990 року у журналі «Karogs». Її перша книга вийшла 1993 року. У 1995 та 1997 роках надрукували збірки оповідань «Безглуздість і задоволення» та «Фальшиві романи». Серед інших творів авторки: «Святкування життя» (роман, 1998), «Повчання Богородиці» (роман, 2001), «Історії життя» (збірка оповідань, 2004), «Материнське молоко» (роман, 2015), «Собаче життя» (збірка оповідань, 2019), «Мерехтіння води» (роман, 2021), «Друзі. Пригоди Жука та Піфіянки» (збірка оповідань, 2023).
Ікстена також є авторкою есе та біографічних книг.

## Переклади українською
- «Молоко матері». — Луцьк: ПВД «Твердиня», 2019. — 188 с. ISBN 978-617-517-305-3. Переклала Ліна Мельник

## Нагороди
- Орден Трьох Зірок, 2008[12].

## Премії
- Щорічна латвійська літературна премія за роман «Повчання Богородиці», 2001[13];
- Copyright Infinity Award: за інтерпретацію оповідання «Амаріліс» (2008); за твір «Божевільне кохання» (2011); за роман «Материнське молоко» (2018); за роман «Повчання Богородиці» (2021)[14];
- За досягнення в культурі, 2018[15].

## Цитати
«21 століття — це час удавання, який спонукає людей створювати собі образи, але по суті ховатися від самих себе. Література, своєю чергою, повертає людину до справжнього буття».